# Selenophorus parvus
Selenophorus parvus är en skalbaggsart som beskrevs av Darlington. Selenophorus parvus ingår i släktet Selenophorus och familjen jordlöpare. Inga underarter finns listade i Catalogue of Life.